# I. Félix pápa
I. Szent Félix (latinul: Felix), (Róma, ? – Róma, 274. december 30.) a római katolikus egyház 26. pápája. Római származású volt, és Dénes pápa halála után 269. január 5-én választották meg a legfelsőbb keresztény vezetőnek, amelyet haláláig viselt.

## Élete
Életéről nem tudunk sokat, és munkásságát, pontifikátusát is nehéz megbízható dokumentumokkal alátámasztani. A hagyomány azonban neki tulajdonítja azt a szokást, hogy a vértanúk sírjaira oltárt emeltek, és ezeken végezték a szentmisét. Így az oltárok szent ereklyéket is takartak, ezzel tisztelegve a vértanúk emléke előtt. A későbbi korok templomainak oltára szinte kivétel nélkül tartalmazott valamilyen szent relikviát.
Máig fennmaradt azonban összetűzése Szamoszatai Pállal, Antiokheia püspökével. Félix összesen három zsinatot hívott össze Antiokheiába, hogy megvitassák Pál tanait, és végül eretnekséggel vádolják meg. A püspök azt hirdette, hogy Jézus Krisztus nem volt több egyszerű embernél, akire cselekedetei által szállt rá az isteni jelző. Ezzel egyúttal azt is állította, hogy Jézus egyházára is így szállt Isten áldása. Ezek mellett a zsinatokon élénk vita folyt a Szentháromság és az isteni megtestesülés formáiról. I. Félix végig kitartott az Atya, Fiú és Szentlélek hármasságánál. A zsinatok végül eretneknek kiáltották ki Szamoszatai Pált, és megfosztották püspöki címétől. Ekkor nevezték ki Domnuszt Antiokheia püspökének, akivel Félix egyházi közösségre lépett.
A gőgös Pál azonban nem akarta elhagyni a püspöki palotát, és új egyházat akart alapítani. Az egyre kényesebb ügyet végül úgy zárták le, hogy a pápa az újonnan trónra lépett császár, Aurelianus segítségét kérte Pál ellen. A császár úgy döntött, hogy a püspökök a pápának tartoznak engedelmességgel, így segített Félixnek eltávolítani Pált.
Az új császárral fenntartott jó politikai kapcsolatok hamarosan felborultak. Aurelianus egyre rosszabb szemmel nézte, ahogy Félix keresztény egyháza egyre nagyobb teret hódít, és egyre több embert térít meg. Így aztán a császár radikális döntést hozott: felújította a keresztényüldözéseket. Ennek esett áldozatul Félix is 274. december 30-án. Vértanúhalálának emléknapját is ekkor tartják, december 30-án.

## Művei
- Documenta Catholica Omnia (latin nyelven). [2013. április 27-i dátummal az eredetiből archiválva]. (Hozzáférés: 2011. december 6.)